# جو سو يون
جو سو يون مواليد 6 يوليو 1994، هي لاعبة كرة يد كورية جنوبية تلعب كظهير أيسر. مثلت منتخب كوريا الجنوبية لكرة اليد للسيدات.

## سجل المنافسة
شاركت في البطولات التالية:
- بطولة العالم لكرة اليد للسيدات 2015